# Сич білобровий
Сич білобровий (Aegolius ridgwayi) — вид птахів родини совових (Strigidae). Поширений в Центральній Америці.

## Назва
Видова назва «ridgwayi» присвячена американському орнітологу Роберту Ріджвею (1850–1929).

## Поширення
Номінативний підвид поширений від центральної Коста-Рики до західної Панами. А. р. tacanensis зустрічається в мексиканському штаті Чіапас. А. р. rostratus зустрічається в Гватемалі та на північному заході Сальвадору. Вид мешкає у вологому помірному гірському лісі.

## Опис
Птах досягає довжини тіла від 17 до 19 сантиметрів і схожий на сича північного (Aegolius acadicus). Вона темно-коричнева зверху і блідо-коричнева знизу, але відрізняється відсутністю помітних плям і смуг. Лицевий диск коричневий з вузькою білою облямівкою; лори, підборіддя і «брови» білуваті. Має жовті очі.
Про екологію та спосіб життя відомо дуже мало.